# Elecciones presidenciales de Bielorrusia de 2015
Elecciones presidenciales se celebraron en Bielorrusia el 11 de octubre de 2015. El presidente Alexander Lukashenko se postuló para su quinto mandato habiendo ganado todas las elecciones presidenciales desde la independencia en 1991. Fue reelegido con el 84% de los votos, según cifras oficiales. La opción "contra todos" recibió más votos que cualquier candidato de la oposición.
En un informe posterior a las elecciones, Miklós Haraszti, Relator Especial de las Naciones Unidas sobre los derechos humanos en Bielorrusia, determinó que los resultados no fueron libres y justos y que "el proceso electoral fue orquestado, y el resultado fue preestablecido", dados los amplios límites a los derechos civiles y políticos en Bielorrusia y un alto nivel de fraude el día de las elecciones.

## Campaña
El gobierno permitió que una manifestación de la oposición no autorizada en la capital, Minsk, se llevase a cabo en la víspera de las elecciones sin intervención policial, pero Lukashenko advirtió que las protestas postelectorales no serían toleradas. El mismo día, la ganadora del Premio Nobel de Literatura Svetlana Aleksiévich advirtió a Europa que tuviera cuidado con el gobierno de Lukashenko, al que consideraba una "dictadura suave".
En medio de una economía en declive (incluida la devaluación del rublo bielorruso y una reducción de las exportaciones a Rusia), Lukashenko cambió su eslogan electoral de uno económico ("Por una Bielorrusia próspera y fuerte" se utilizó en la campaña de 2010) a uno centrado en los independientes ("Por el futuro de una Bielorrusia independiente").

## Encuestas

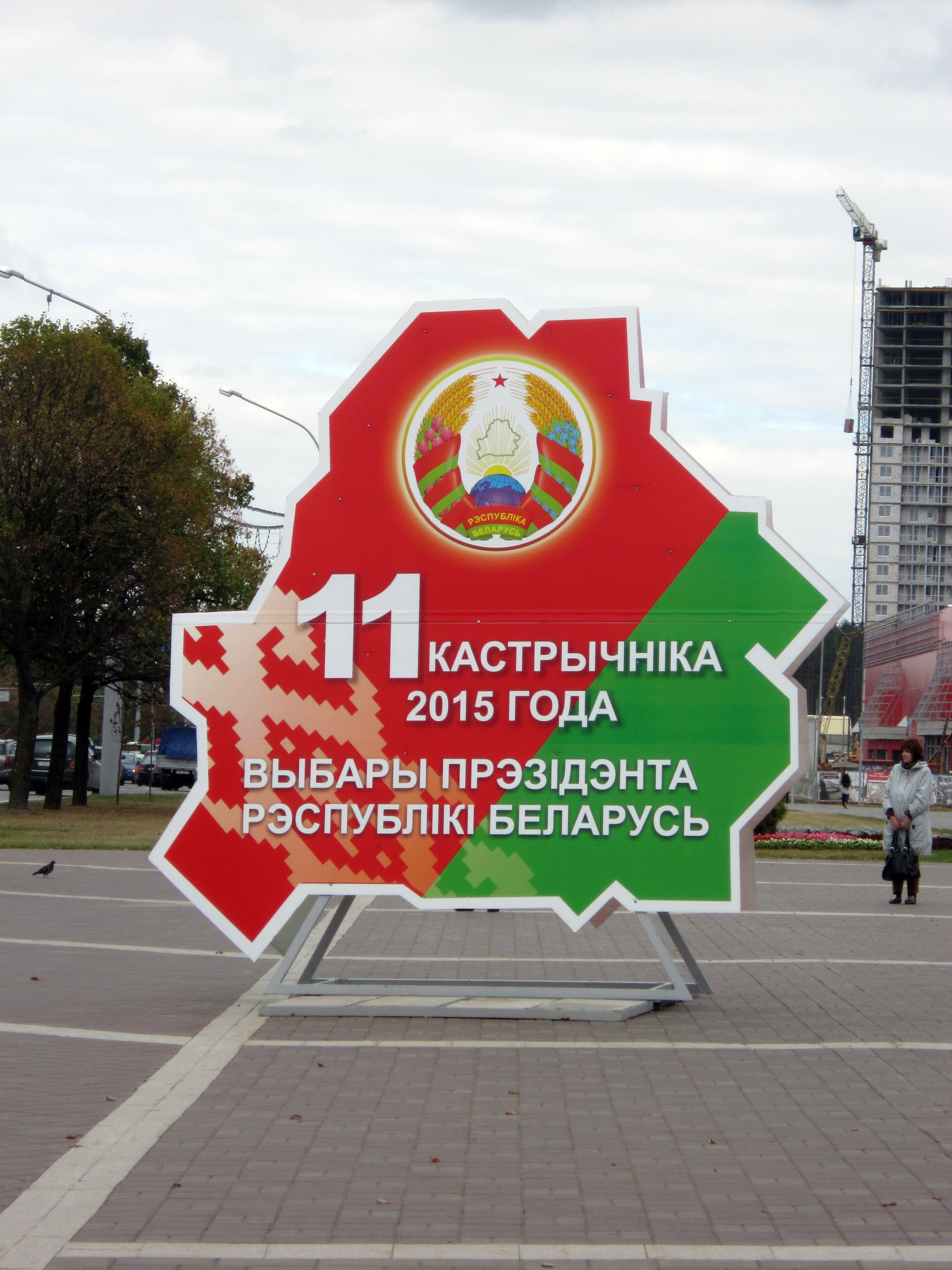
Logotipo oficial de las elecciones

| Fecha                    | Encuestadora                                                     | Lukashenko | Karatkevich | Statkevich | Nyaklyaeu | Lebedko | Gaydukevich | Kalyakin | Ulakhovich |
| ------------------------ | ---------------------------------------------------------------- | ---------- | ----------- | ---------- | --------- | ------- | ----------- | -------- | ---------- |
| 31 de marzo de 2015      | NISEPI Archivado el 8 de abril de 2015 en Wayback Machine.       | 34.2%      | –           | 4.5%       | 7.6%      | 2.9%    | 1.1%        | 1.6%     | –          |
| 1 de julio de 2015       | NISEPI Archivado el 29 de julio de 2015 en Wayback Machine.      | 38.6%      | 1.1%        | 5%         | 4.7%      | 4.2%    | 3.9%        | 3.1%     | -          |
| 30 de septiembre de 2015 | NISEPI Archivado el 30 de septiembre de 2015 en Wayback Machine. | 47%        | 17.9%       | -          | -         | -       | 11.4%       | -        | 3.6%       |

## Resultados
Según la Comisión Electoral Central, más del 36% de los votantes utilizaron el proceso de votación anticipada, siendo este un porcentaje más alto que en años anteriores. La participación general fue del 87.22%, siendo la más alta en la región de Vitebsk con el 91.08% y la más baja en Minsk con el 74.38%. Alexander Lukashenko ganó las elecciones con el 83.47% de los votos. Hubo denuncias de fraude electoral por parte de la oposición y sus líderes anunciaron su negativa a reconocer los resultados.
| Candidato                          | Candidato                          | Partido                                  | Votos     | %     |
| ---------------------------------- | ---------------------------------- | ---------------------------------------- | --------- | ----- |
|                                    | Alexander Lukashenko               | Independiente                            | 5,102,478 | 83.47 |
|                                    | Tatsiana Karatkevich               | Referéndum Popular (BSDP)                | 271,426   | 4.44  |
|                                    | Sergei Gaidukevich                 | Partido Liberal Demócrata de Bielorrusia | 201,945   | 3.30  |
|                                    | Nikolai Ulakhovich                 | Partido Patriótico de Bielorrusia        | 102,131   | 1.67  |
| Contra todos                       | Contra todos                       | Contra todos                             | 386,225   | 6.32  |
| Votos nulos/en blanco              | Votos nulos/en blanco              | Votos nulos/en blanco                    | 48,808    | 0.80  |
| Total                              | Total                              | Total                                    | 6,113,013 | 100   |
| Votantes registrados/participación | Votantes registrados/participación | Votantes registrados/participación       | 7,008,682 | 87.22 |
| Fuente: Belta                      |                                    |                                          |           |       |